# Cave City (Kentucky)
Cave City is een plaats (city) in de Amerikaanse staat Kentucky, en valt bestuurlijk gezien onder Barren County.

## Demografie
Bij de volkstelling in 2000 werd het aantal inwoners vastgesteld op 1880.
In 2006 is het aantal inwoners door het United States Census Bureau geschat op 2076, een stijging van 196 (10,4%).

## Geografie
Volgens het United States Census Bureau beslaat de plaats een oppervlakte van
11,2 km², geheel bestaande uit land.

## Plaatsen in de nabije omgeving
De onderstaande figuur toont nabijgelegen plaatsen in een straal van 16 km rond Cave City.

## Geboren
- Beegie Adair (1937-2022), jazzpianiste